# فوکه-وولف اف‌و ۱۹۰
فوکه-وولف اف‌و ۱۹۰ (به آلمانی: Focke-Wulf Fw 190) یک هواگرد جنگنده تک‌باله تک‌سرنشین تک‌موتوره ساخت شرکت فوکه-وولف در آلمان بود که در جریان جنگ جهانی دوم در مدل‌ها مختلف به شکل انبوه تولید و به عنوان یکی از جنگنده‌های اصلی لوفت‌وافه به‌کار گرفته شد. علاوه بر جنگنده، امکان استفاده از اف‌و ۱۹۰ در نقش‌های دیگری شامل هواگرد شناسایی، جنگنده-بمب‌افکن، جنگنده شبانه و هواگرد تهاجمی وجود داشت.

## طراحی و توسعه

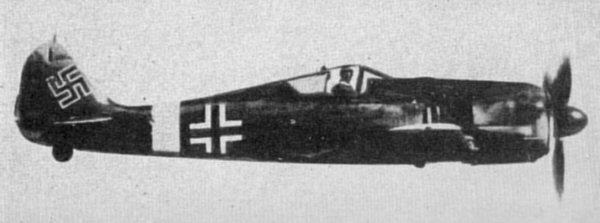
هواپیمای فوکه-وولف اف‌و ۱۹۰ در حال پرواز

عوامل وزارت هوانوردی رایش بر این عقیده بودند که در صورت وقوع درگیری نظامی غیرقابل اجتناب در آینده، یک گونه جنگنده برای لوفت‌وافه کافی نخواهد بود. آلمانی‌ها همچنین از طریق اطلاعاتی، از این موضوع آگاه بودند که سایر ابرقدرت‌ها نیز قصد دارند در نیروی هوایی خود دست کم دو گونه جنگنده نوین داشته باشند. بدین ترتیب، هواگرد اف‌و ۱۹۰ سال ۱۹۳۷ بنابر درخواست وزارت هوانوردی برای یک جنگنده رهگیر، در کنار ب‌اف ۱۰۹، توسط شرکت فوکه-وولف طراحی شد. در طراحی این هواگرد از موتور شعاعی ۱۸ سیلندر ب‌ام‌و ۱۳۹ که همچنان در حال توسعه بود، استفاده گردید. به هر صورت، انتقاداتی به استفاده از موتور شعاعی به جای موتور خطی در جنگنده‌ها وارد بود؛ چرا که ساختار موتور خطی پسار کمتری ایجاد می‌کرد و در نتیجه سرعت بیشتری حاصل می‌شد که در نزد بسیاری مهم‌ترین ویژگی یک جنگنده بود. از طرفی موتور شعاعی مانع دید مناسب خلبان هنگام برخاست و فرود می‌شد. با این حال در طرف مقابل موتور شعاعی وزن و پیچیدگی کمتر و نگهداری ساده‌تری داشت، به راحتی با هوا خنک می‌شد و در نمونه‌های جدید آن وضعیت آیرودینامیکی بهبود یافته بود. در کنار تمام این‌ها عملکرد هواگردهای هائی ۱۰۰ و هائی ۱۱۲ شرکت هاینکل که بنابر درخواست مشابهی طراحی شده بودند، راضی کننده نبود. در آخر، دو شرکت عمده تولید موتور خطی، یونکرس و دایملر-بنتس، نیز نمی‌توانستند در آینده نزدیک افزایش تولید داشته باشند و منطقی به نظر می‌سید با توجه به این مشکل به جای استفاده از یک موتور خطی در چند گونه هواگرد، جنگنده جدیدی با موتور شعاعی تولید شود. بدین ترتیب طرح اف‌و ۱۹۰ در نهایت به تأیید وزارت هوانوردی رسید و تابستان سال ۱۹۳۸ سفارش سه پیش‌نمونه صادر شد. اف‌و ۱۹۰ نخستین جنگنده تک‌باله لوفت‌وافه با موتور شعاعی بود.
فرایند جزئیات طرح‌ریزی به رهبری سرمهندس رودی بلازر انجام گرفت. پس از تکمیل ساخت نمونه چوبی، کار تولید پیش‌نمونه پائیز سال ۱۹۳۸ آغاز شد. اف‌و ۱۹۰ یک هواگرد تک‌باله بال‌پایین طُرّه‌ای با ساختاری تمام‌فلزی و شاسی نیمه‌یک‌پارچه بود. ارابه فرود آن کاملاً جمع می‌شد. خروجی بالای توان موتور خنک‌کاری آن را مسئله‌ساز می‌کرد. برای حل آن در توپی ملخ از یک پوشش ویژه استفاده شد که ورودی موتور را به گونه‌ای پوشش می‌داد که جریان هوای خنک‌کننده به درون آن افزایش و در عین حال نیروی پسار کاهش می‌یافت. جنس بدنه پیش‌نمونه از دورآلومین و سازه آن دو بخشی داشت. این بدنه از چهارده تکه تشکیل می‌شد شاه‌تیرهای طولی آن‌ها را تقویت می‌کردند. دو بخش بدنه جداگانه ساخته و سپس با میخ‌پرچ به یکدیگر متصل شد. بخش پشتی بدنه سه تکه، اطراف و پایین، داشت. زیر کف دو مخزن سوخت خود مسدودکننده به حجم ۵۲۴ لیتر بود. با تأکید بر امنیت خلبان، شیشه جلو یک قاب فولادی جوش‌شده بود که یک شیشه زرهی با ضخامت ۵۰ میلی‌متر در جلو و صفحات شیشه‌ای چندلایه در اطراف داشت. آسمانهٔ کشویی از قابی لوله‌ای با فلز سبک پوشیده از شیشه پلِکسی بود. یک صفحه زرهی به ضخامت ۱۲ میلی‌متر درون اتاقک پشت سر خلبان قرار داشت. علاوه بر این سه صفحه زرهی دیگر به ضخامت ۵ میلی‌متر هم پشت صندلی خلبان که خود ورقه فلزی ۸ میلی‌متری داشت، نصب شد.
نخستین پیش‌نمونه با خلبانی هانس زاندر روز ۱ ژوئن سال ۱۹۳۹ در برمن به پرواز درآمد. جز مشکل داغ کردن موتور، آزمایش‌های پرواز نتایج خوبی داشت. در پیش‌نمونه پنجم موتور شعاعی به مدل ۱۴ سیلندر ب‌ام‌و ۸۰۱سی-۰ با توان ۱٬۶۶۰ اسب بخار تغییر کرد که رضایت کامل لوفت‌وافه را به همراه آورد. نخستین گروه از ۹ فروند مدل پیش‌تولید اف‌و ۱۹۰آ-۰ بال‌های کوچک به مساحت ۱۵ متر مربع داشتند اما در نسخه نهایی مساحت بال به ۱۸٫۳ متر مربع افزایش پیدا کرد. کارآزمایی‌ها سال ۱۹۴۰ بدون مشکل در رشلین ادامه داشت. البته خلبانان لوفت‌وافه به عدم کفایت تسلیحات پیشنهادی شامل چهار مسلسل هماهنگ‌شده ۷٫۹۲ میلی‌متری ام‌گه ۱۷ معترض بودند. تولید ۱۰۰ فروند اف‌و ۱۹۰آ-۱ تا ماه مه سال ۱۹۴۱ در هامبورگ و برمن به پایان رسید. حداکثر سرعت این مدل ۶۲۴ کیلومتر بر ساعت بود. به جهت انتقادات وارده به تسلیحات در مدل اف‌و ۱۹۰آ-۲ دو توپ خودکار ۲۰ میلی‌متری ام‌گه اف‌اف و دو مسلسل ام‌گه به ریشه بال‌ها افزوده شد. حداکثر سرعت آن ۶۱۴ کیلومتر بر ساعت بود.

## مدل‌ها
- اف‌و ۱۹۰آ-۰: پیش‌تولید - ۳۰ فروند[۳]
- اف‌و ۱۹۰آ-۱: نخستین مدل عملیاتی[۳]
- اف‌و ۱۹۰آ-۲: با طول بال بیشتر و تسلیحات سنگین‌تر - ۴۲۶ فروند[۳]
- اف‌و ۱۹۰آ-۳: جنگنده-بمب‌افکن - ۵۰۹ فروند[۳]
- اف‌و ۱۹۰آ-۴: با سامانه تقویت‌کننده موتور متانول-آب - ۴۹۴ فروند[۳]
- اف‌و ۱۹۰آ-۵: توسعه‌یافته از آ-۴ با انتقال موتور ۱۵ سانتی‌متر جلوتر، در نقش‌های مختلف هواگرد تهاجمی، جنگنده شبانه، هواگرد اژدرافکن و جنگنده-بمب‌افکن - ۷۲۳ فروند[۳]
- اف‌و ۱۹۰اس-۵: هواگرد آموزشی دو سرنشین اصلاح‌شده از آ-۵[۳]
- اف‌و ۱۹۰آ-۶: نسخه‌ای از آ-۵ با سازه بال سبک‌تر و چهار توپ خودکار ۲۰ میلی‌متری ثابت - ۵۶۹ فروند[۱۰]
- اف‌و ۱۹۰آ-۷: با دو توپ خودکار ۲۰ میلی‌متری در ریشه بال‌ها و دو مسلسل ۱۲٫۷ میلی‌متری در جلوی بدنه، تولید از دسامبر ۱۹۴۳–۸۰ فروند[۱۰]
- اف‌و ۱۹۰آ-۸: با سامانه تقویت موتور نیتروس اکسید و مخزن اضافه سوخت در پشت بدنه - ۱۳۳۴ فروند[۱۰]
- اف‌و ۱۹۰ده-۹: هواگرد رهگیر، با موتور بونکرس یومو ۲۱۳آ-۱ خنک‌شونده با مایع با توان ۱٬۷۷۶ اسب بخار[۱۰]
- اف‌و ۱۹۰ده-۱۱: هواگرد تهاجمی، با دو توپ خودکار ۳۰ میلی‌متری ام‌کا ۱۰۸ در بال‌ها[۱۰]
- اف‌و ۱۹۰ده-۱۲: با موتور یومو ۲۱۳اف، با یک توپ ام‌کا ۱۰۸ در دماغه[۱۰]
- اف‌و ۱۹۰ده-۱۳: با یک توپ ام‌کا ۱۰۳ در دماغه[۱۰]
- اف‌و ۱۹۰اس-۸: هواگرد آموزشی از آ-[۱۰]۸
- اف‌و ۱۹۰اگه: هواگرد تهاجمی برد بلند[۱۰]
- اف‌و ۱۹۰اف-۱: بدنه آ-۵ با ارابه فرود تقویت‌شده و زره بیشتر، با ترکیبی از یک محفظه بمب ایی‌تی‌سی ۵۰۱ زیر بدنه و چهار محفظه بمب ایی‌تی‌سی ۵۱ زیر بال‌ها - ۳۰ فروند[۱۰]
- اف‌و ۱۹۰اف-۲: با آسمانه بهبود یافته - ۲۷۱ فروند[۱۰]
- اف‌و ۱۹۰اف-۳: با ساختار بال اصلاح‌شده - حدود ۲۵۰ فروند[۱۰]
- اف‌و ۱۹۰اف-۷: بر پایه آ-۷–۳۸۵ فروند[۱۰]
- اف‌و ۱۹۰اف-۹: با موتور قدرتمندتر ب‌ام‌و ۸۰۱تی‌اس/تی‌ها با توربوشارژر با توان ۲٬۲۷۰ اسب بخار[۱۰]
- طراحی جدید فوکه-وولف تا ۱۵۲ بر مبنای اف‌و ۱۹۰دی صورت گرفت.[۷]

## تاریخچه عملیاتی
مدل اف‌و ۱۹۰آ-۱ ماه اوت سال ۱۹۴۱ در اسکادران ۶ جناح ۲۶ شکاری مستقر لو بورژه در فرانسه وارد خدمت در لوفت‌وافه شد. ماه بعد نخستین درگیری رزمی با جنگنده‌های سوپرمارین اسپیت‌فایر ۵ نیروی هوایی بریتانیا به وقوع پیوست که با وجود عملکرد پروازی بهتر، ضعف در تسلیحات وجود داشت. دو جناح ۲ و ۲۶ شکاری ماه ژوئن سال ۱۹۴۲ به مدل اف‌و ۱۹۰آ-۳ مجهز شدند و از آن‌ها برای حمله به اهداف در جنوب انگلستان استفاده کردند. اف‌و ۱۹۰ با وجود طراحی به عنوان جنگنده، نقش هواگرد تهاجمی را نیز به خوبی اقتباس کرد. مدل اف‌و ۱۹۰ده-۹ پاییز سال ۱۹۴۴ در گروه ۳ جناح ۵۴ شکاری وارد خدمت شد و سپس در گروه ۱ جناح ۲۶ شکاری حضور یافت. هر دو گروه موظف به دفاع از پایگاه‌های محل استقرار جنگنده جت ام‌ایی ۲۶۲ بودند. اوایل سال ۱۹۴۵ گروه ۲ جناح ۲۶ شکاری و جناح‌های ۲، ۶ و ۳۰۱ شکاری نیز به این مدل تجهیز شدند.

## مشخصات فنی
اف‌و ۱۹۰آ-۸:
مشخصات عمومی
- خدمه: ۱ نفر
- طول: ۸٫۸۴ متر
  - دی-۹: ۱۰٫۲۴ متر
- طول بال: ۱۰٫۵ متر
- ارتفاع: ۳٫۹۶ متر
  - دی-۹: ۳٫۳۵ متر
- وزن خالی: ۳٬۱۷۵ کیلوگرم[۷]
- وزن بارگذاری‌شده: ۴٬۹۰۰ کیلوگرم
  - دی-۹: ۴٬۸۵۰ کیلوگرم
- نیرومحرکه: ۱ × موتور شعاعی ۱۲ سیلندر وی معکوس ب‌ام‌و ۸۰۱دی-۲ با تقویت آب-متانول: ۲٬۱۰۰ اسب بخار
  - دی-۹: ۱ × موتور بونکرس یومو ۲۱۳آ-۱ خنک‌شونده با مایع: ۱٬۷۷۶ اسب بخار

عملکرد
- حداکثر سرعت: ۶۵۴ کیلومتر بر ساعت در ۶٬۰۰۰ متری
  - دی-۹: ۶۸۵ کیلومتر بر ساعت در ۶٬۰۰۰ متری
  - دی-۱۲: ۷۲۹ کیلومتر بر ساعت در ۱۱٬۳۰۰ متری[۷]
- سقف پرواز: ۱۱٬۴۰۰ متر
  - دی-۹: ۱۲٬۰۰۰ متر
- برد: ۱٬۴۷۰ کیلومتر
  - دی-۹: ۸۳۷ کیلومتر

تسلیحات
- تا ۴ × توپ خودکار ۲۰ میلی‌متری ام‌گه ۱۵۱ در بال‌ها
- ۲ × مسلسل ۷٫۹۲ میلی‌متری در دماغه
- انواع مختلفی از بمب‌ها و راکت‌ها زیر بدنه و بال‌ها
  - دی-۹: ۲ × توپ خودکار ۲۰ میلی‌متری ام‌گه ۱۵۱/۲۰ در بال‌ها و ۲ × مسلسل ۷٫۹۲ میلی‌متری روی موتور